# 岡山電気軌道9200形電車
岡山電気軌道9200形電車（おかやまでんききどう9200がたでんしゃ）は、岡山電気軌道が保有する路面電車車両である。2車体2台車方式の超低床電車で、「MOMO」（モモ）の愛称がある。
ローレル賞、グッドデザイン賞、日本鉄道賞をトリプル受賞。
ドイツの車両メーカーが開発した超低床電車が元になっており、日本のメーカーが国内向けに設計・製作した車体と輸入部品を組み合わせて製造されている。2002年（平成14年）に第1編成 (9201) が営業運転を開始し、2011年（平成23年）には若干仕様が異なる第2編成（1011、愛称は「MOMO2」）が、2018年（平成30年）には大幅に仕様が異なる第3編成（1081、「おかでんチャギントン電車」）も導入され、在籍車両数は3編成6両となった。

## 第1編成 (9201)
以下、2002年に導入された9200形第1編成 (9201) について記述する。

### 導入までの経緯
9200形を導入した岡山電気軌道は、岡山市内に2つの路線（東山本線・清輝橋線）からなる全長4.7キロメートルの路面電車線を運営している。
同社では1980年（昭和55年）の最初の冷房付き車両7000形導入以降新造車・更新車の導入に積極的で、1995年（平成7年）までに最大使用車両数を満たす計17両をそろえて車両の近代化を一段落させていた。一方で路線について見ると、路線の延伸は1946年（昭和21年）以来行われていなかった。
岡山市内における路面電車線の延伸については、1980年代より商工会議所や市民団体を中心にその実現を求める動きが生じており、2000年（平成12年）2月には、岡山市主催の「岡山市街づくり交通計画調査検討委員会」からも延伸に関する提言がなされた。事業者の岡山電気軌道側では、延伸に向けた動きが活発化する状況に呼応して、路面電車に対するイメージの刷新や、岡山の街の活性化、市民に新しい公共交通機関にふさわしい優れた乗り物を体験してもらう、といった狙いから超低床電車の導入を検討し、2000年6月にその導入を正式発表した。
超低床電車は停留場のホーム（安全地帯）の高さにまで床面を下げた車両のことで、日本では熊本市交通局が導入した9700形が最初の導入事例である。この9700形はドイツの車両メーカーアドトランツ（旧AEG）の製造する超低床車「ブレーメン形」が元になっており、アドトランツと業務提携した日本の車両メーカー新潟鐵工所が、日本向けに仕様変更した車体を自社で設計・製作し、輸入品の台車・電機品を組み合わせるという手法で製造した車両である。岡山電気軌道では、アドトランツ・新潟鐵工所が製造するこの超低床車を、熊本市に続いて導入することとなった。これが9200形である。なお新潟鐵工所以外にもリトルダンサーシリーズを展開するアルナ工機（現・アルナ車両）も岡山電気軌道への車両納入を図っており、2000年2月にはリトルダンサーを想定した測定車両を試験走行させていたが、ワンマン運転への対応、将来の輸送力増強が可能な連接構造、運転台直後の左右両側にドアを配置する、という条件から新潟鐵工所の車両が選ばれた。

### 車両のコンセプトとデザイン
メーカーが担当した車体の基本デザインを除き、車両のデザインはコンセプト作成の段階から工業デザイナー水戸岡鋭治によるものである。
岡山市出身の水戸岡は、以前から岡山にLRVが導入される際にはボランティアとしてデザインに協力すると言明していた。岡山電気軌道が所属する両備グループ代表の小嶋光信によれば、路面電車の普及を推進していた市民団体のRACDA（路面電車と都市の未来を考える会）が開催したパネルディスカッションに参加した水戸岡に、参加者から「両備はケチなんだから、タダでLRVのデザインしてあげてください」という発言があったのがきっかけという。ここから両備グループと水戸岡の繋がりが生まれ、水戸岡が同社のデザイン顧問となった。実際に9200形のデザインにはボランティアで参加しているという。車両コンセプトは、多くの人を惹きつけるよう利用者の求める快適性を演出する、車内空間の充実を図るとともに弱者に対するきめ細やかなサービスに取り組み「21世紀の用と美」にあった車両とする、とされた。
また車体の基本デザインについては、先に登場した熊本市交通局9700形と同じく旧AEGのブレーメン形を基礎とする車両であるものの、ドイツを走るブレーメン形の外観を踏襲した熊本の9700形に対し、この9200形では他の都市とは別のデザインをとの地元の要望に応えて新たなデザインとなっている。採用されたデザインは、当時フランス・ナントに導入されていた「インチェントロ」(Incentro) と呼ばれる車両のもので、丸みを帯びた車体デザインを特徴とする。このインチェントロはブレーメン形などの後継車両として1998年にアドトランツが発表したもので、アドトランツを買収したボンバルディアの協力を得てデザインを利用している。9200形以後、新潟鐵工所とその後身新潟トランシスによって製造される超低床電車は、インチェントロのデザインの車体にブレーメン形の足回りを組み合わせた9200形の仕様を標準とする。
| フランス・ナントに導入されたインチェントロ |  | 熊本市交通局9700形 |
| フランス・ナントに導入されたインチェントロ |  | 熊本市交通局9700形 |

### 車体・主要機器

#### 車体
9200形は2車体を連接した車両であり、パンタグラフを置く車両を「A車」、反対側の車両を「B車」と称する。車体は耐久性と保守性への考慮から高張力の耐候性鋼板 (SPA) 製で、ほかにステンレス鋼板を屋根と床板、ガラス繊維強化プラスチック (GRP) を先頭部に用いる。先頭部窓ガラスは日本の路面電車車両では初採用となる三次元曲面ガラスを使用。さらに側面には曲面ガラスを使用することで車体全体が曲面で構成されている。車体塗装は、メタリックのライトシルバーを基調とし、車体裾部にメタリックのコバルトブルーのラインを入れたツートンとしている。
連結部分を除いた各車の全長は8.54メートルで、編成の全長は18.0メートルである。車体の最大幅は2.4メートル、車体の高さ（パンタグラフ折りたたみ高さ）は3.745メートル、自重は20トン。

#### 車内
100%低床構造の超低床車であり、車内通路部分におけるレール上面から床面までの高さは編成全体にわたって36センチメートルで、乗降口部分ではさらに低い30センチメートルとなっている。9200形導入にあわせて各電停ではホームの高さを15センチメートルから26センチメートルへとかさ上げする工事が行われており、ホームと車両乗降部の段差は4センチメートルに抑えられている。このことで車内の段差解消とあわせてバリアフリー化が図られ車椅子などでの利用が容易となった。車内の通路幅は68センチメートル以上を確保する。
ドアは電動スライド・両開き式のプラグドア（有効幅1.21メートル）が片側3か所ずつ計6か所に設置されている。配置は形式図によると編成前後（運転台側）のドアは左右対称であるが編成連結部側のドアは左右非対称・点対称で、進行方向に向って左側では連結部の後ろ、右側では連結部の前にある。岡山電気軌道では1999年（平成11年）の運賃改訂以来運賃後払い方式（後乗り・前降り）を採用しており、9200形でも連結部側のドア付近に乗車整理券発行機と乗車カードリーダ、運転台背面に運賃箱やLED式の車内案内表示装置を置く。
内装には環境に配慮して木材、アルミニウム、鉄といったリサイクル可能な素材を使用しており、床はフローリングで、座席は家具職人によって無垢材を加工したものである。座席配置は形式図によると車体中央部にクロスシート、連結部寄りのドア反対側にロングシートを配する。クロスシートは緩やかなカーブを描いたデザインで「木楽なベンチ」と称し、背もたれ部分の通路側に「チョコットベンチ」と称する浅い補助座席が付属する。ロングシートは大きく湾曲したデザインで、「サロンベンチ」と称する。この座席と連結部の間には混雑時に軽く腰をかけられる「ラッキーベンチ」という腰掛を設置する。またクロスシート部分の窓側に小型のテーブル（キャンディテーブル）を取り付けている。使用する木材は車両によって異なっており、A車はウォールナット材、B車はシルキーオーク材である。窓のカーテンは竹を用いたすだれとなっている。
編成の定員は74人。座席定員は20人と在来車両に比べて少ないが、補助ベンチの設置と、クロスシート部分の座席（1人掛け）の幅を広く取ったことで公称の座席定員以上の着席が可能である。
車椅子スペースは運転台直後のドア付近に計4台分あり、固定用のシートベルトが設置されている。

#### 台車・床下機器
台車は各車中央部に1台ずつ、車輪同士を繋ぐ車軸を省いた独立車輪4輪からなるボルスタレス式ボギー台車を配する。台車枠・車体間の枕ばねおよび車輪・台車枠間の軸ばねにはゴムばねを使用（軸ばねにはコイルばねも併用）し、車輪にはゴムを挟み込んだ弾性車輪を用いる。車輪直径は660ミリメートル。車輪は連結部寄りが動輪、先頭部寄りが従輪であるが、動輪だけで駆動力・ブレーキ力双方をまかなうことから、枕ばねの取り付け位置を連結部寄り（＝動輪側）にずらして粘着力（車輪とレールとの間にはたらく摩擦力）を確保する。台車は若干の回転（最大4.5度）が可能。車輪についてはJR線への乗り入れを考慮したものを装備している。
9200形の台車が熊本市交通局9700形と異なる点は、軌間が1,435ミリメートルの標準軌から1,067ミリメートルの狭軌仕様となったことである。軌間1,067ミリメートル仕様のブレーメン形台車は先例がなく世界初。そのため台車はヨーロッパにおいて採用実績のある軌間1,000・1,100ミリメートルの台車を基礎として新しく開発された。従来の台車からの主な変更点として、車輪取り付け位置の変更（台車枠の外側から内側へ）が挙げられる。第1編成の場合、9700形と同様に台車はボンバルディア（旧アドトランツ）が製作する輸入品であるが、軌間1,067ミリメートル仕様のブレーメン形台車は開発したとしても日本にしか需要がないことから、ボンバルディアが設計変更・製作・試験を行うものの開発費は新潟鐵工所が負担している。台車の形式名は「OKAYAMA type」と称する。
主電動機は出力100キロワットのかご形三相誘導電動機で、台車1台につき1基ずつ搭載。車体連結部側の座席直下に装荷されており、自在継手（ユニバーサルジョイント）を介して駆動力を車輪に伝える（車体装荷式直角カルダン軸駆動方式）。具体的には、駆動力は主電動機から自在継手、推進軸（スプライン軸）、かさ歯車、ギアボックスという経路で片側の動輪に伝わり、さらに反対側の動輪のギアボックスへと車輪中心高さよりも低い場所にある駆動軸（ねじり軸）を介して伝わる。この駆動方式は9700形と同様である。主電動機のメーカーは第1編成ではボンバルディア（AEG元設計、形式名：BAZu3650/4.6）。
ブレーキは、主電動機を用いる電気ブレーキ（回生・発電併用）があり、これで5キロメートル毎時まで減速し、それ以降は機械ブレーキであるばね作用・油圧緩め式のディスクブレーキが作動して停止する。ディスクの取り付け位置は台車ではなく主電動機の出力軸である。これらが常用ブレーキで、ほかにも別系統で蓄電池駆動の電磁吸着ブレーキ（トラックブレーキ）を保安ブレーキとして備えており、各台車車輪間に機器を設置する。また制動距離確保のため砂まき装置を装備しており、滑走時や非常ブレーキ・保安ブレーキ使用時には自動的に砂が散布される。ブレーキ装置はハニング・アンド・カール (H&K) 製で、先の9700形で油圧が機能せずブレーキが緩まなくなる故障が営業開始後に発生したことから比較検討のため9700形とはメーカーを変えている。
設計最高速度は70キロメートル毎時であるが、45キロメートル毎時でスピードリミッターが作動するようになっている。

#### 屋上機器

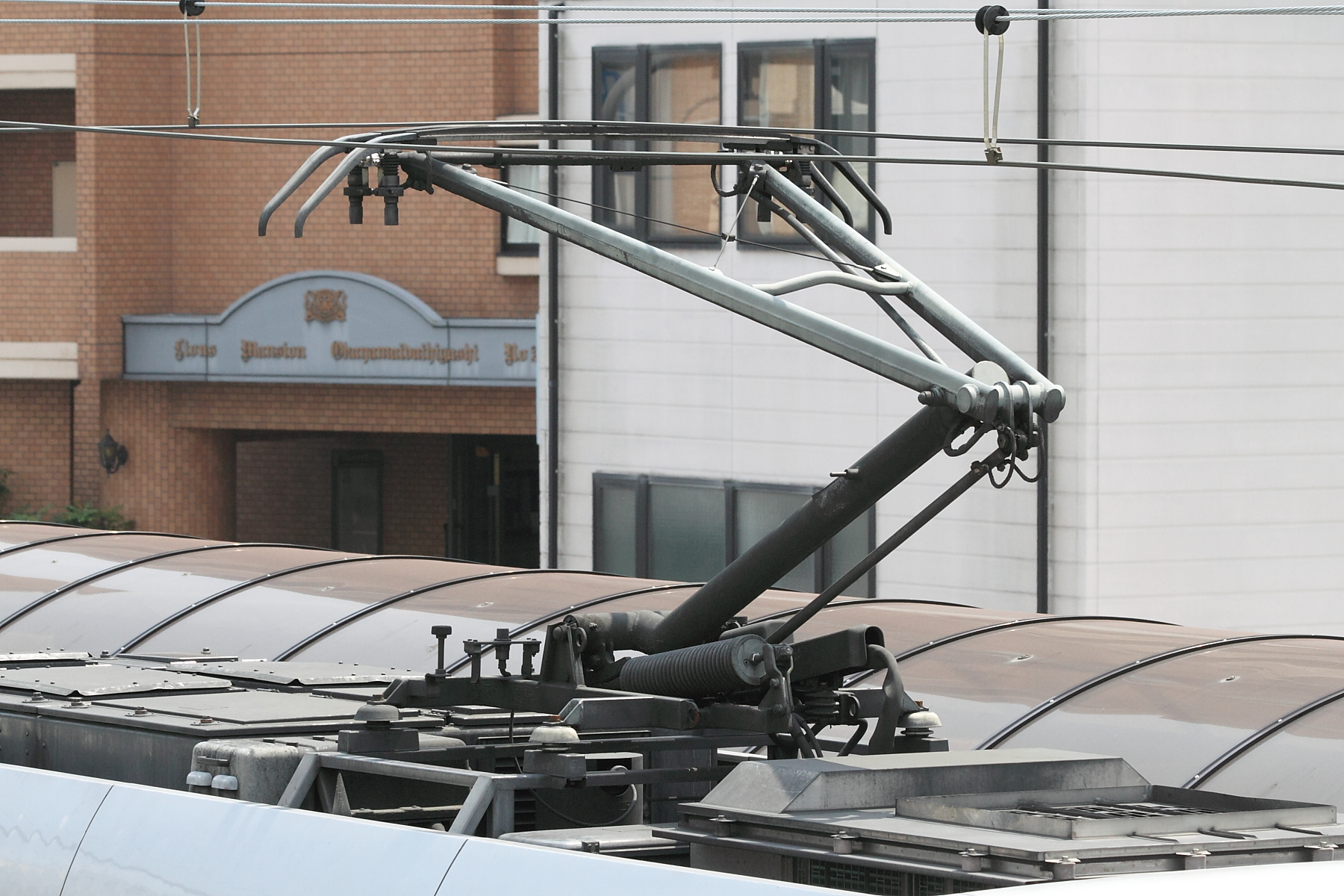
9200形のパンタグラフ

A車の屋根上には集電装置や主制御装置など、B車の屋根上には蓄電池や補助電源装置などをそれぞれ配置し、各車屋根上に冷房装置を設置する。
集電装置はシングルアーム式パンタグラフで、岡山電気軌道所有車両の特徴である「石津式パンタグラフ」を社内で唯一装備しない。主電動機への供給電力を制御する主制御装置はPWM制御・IGBT素子によるVVVFインバータ制御方式であり、1群のインバータにつき主電動機1基を制御する（1C1M方式）。主制御装置は9700形3次車に引き続き三菱電機製である。補助電源装置はIGBT素子を用いる静止形インバータ (SIV) を設置する。

#### 運転台関連機器
マスター・コントローラーは右手扱いのワンハンドル式（デッドマン装置付き）を採用する。ハンドルを手前に引くと力行となり、奥へ倒すとブレーキが作動する。
車体のバックミラーは車外確認用の小型カメラで代用されており、その映像は運転台左右に配置された車外モニターに表示される。運転席のモニターは他にも車内モニターと運転モニターがあり、運転士は後方車両に取り付けられたカメラからの映像と車両の状態が確認できる。

### 愛称の公募と竣工
車両の導入に先立つ2001年（平成13年）夏より車両愛称の全国公募が実施され、その結果9200形は「MOMO」という愛称が付けられた。岡山のシンボルである「桃」や「桃太郎」にちなむものであるが、「桃」の字の使用を避けて果実や花を連想させないようにしているという。またミヒャエル・エンデの児童文学『モモ (MOMO)』にも由来し、速さ・快適さ・便利さを求める現代文明のパラドックスを覆す存在にという思いが込められているという。愛称については第2編成（愛称は「MOMO2」）の導入以降は「MOMO1」とも表記される（車体のロゴは「MOMO」のまま）。
2002年（平成14年）5月25日、車両がメーカーの新潟鐵工所から岡山市内の岡山電気軌道東山車庫に搬入された。車両導入費用は2億3千万円で、国土交通省の公共交通移動円滑化設備整備費として国・岡山県・岡山市から計1億1千万円の補助を受けている。このうち市からの補助には一般市民からの寄付金約500万円が含まれる。搬入後、6月10日の「路面電車の日」にちなんで8・9日には市民団体RACDA（路面電車と都市の未来を考える会）主催の試乗会が実施された。
車両の竣工は2002年7月5日付。同日9時20分から東山車庫にて9200形の出発式が開催され、テープカット後に臨時ダイヤで東山（現・東山・おかでんミュージアム駅）から岡山駅前まで東山本線1往復した後、東山11時5分発の列車から所定ダイヤでの営業運転を開始した。

### 竣工後の改造
2014年度（平成26年度）に岡山電気軌道在籍の他の車両とともにドライブレコーダーの新設工事が実施され、計12個のカメラが設置された。さらに2015年度（平成27年度）には客室暖房機の増設工事が行われ、暖房能力が第2編成と同等となった。

## 第2編成 (1011)
以下、2011年に導入された9200形第2編成 (1011) について記述する。

### 増備の経緯
9200形は車両価格が従来の車両に比べて高価であり補助金を活用しても事業者の負担が大きいため、2002年の導入は1編成のみに留まり、この時点では増備の目処は立っていなかった。2010年（平成22年）になって、岡山電気軌道は設立100周年を迎えることから記念事業の一つとして超低床車を増備すると決定。その結果9200形2次車として第2編成 (1011) が導入された。メーカーは新潟鐵工所の車両部門を2003年（平成15年）に引き継いで発足した新潟トランシスである。

### 第1編成からの変更点

#### 車体・内装
第1編成と第2編成で車体寸法に差はなく、編成全長18.0メートル、最大幅2.4メートル、車体の高さ（パンタグラフ折りたたみ高さ）3.745メートルである。重量は第1編成よりも増加し25トンとなった。車両のデザインは引き続き水戸岡鋭治が担当。車体塗装の違いはないが、ポリカーボネート製のヘッドライトカバーの形状が平面から凸面になる、車体側面に屋根上検修用のフットステップが設置されるといった変更点がある。車体のロゴは第1編成と同一の「MOMO」表記であったが、第2編成であることにちなみ愛称が「MOMO2」とされたため、2012年（平成24年）3月に車体キャッチコピーの追加とあわせて「2」の文字が追加されている。
内装は木材を多用する点では同一であるが、木材の種類が変更され、A車はアフリカ産のウェンジ（こげ茶色）、B車は北アメリカ産のホワイト・アッシュ（白色）を使用している。座席には取り外し可能なテーブルが付属する。座席定員は20人で変更はない。
客室機器の変更点としては車内案内表示装置と暖房機器があり、前者は20インチ幅・LCD式のものとなってイベントや観光案内などの情報表示も可能となり、後者は客室用機器の容量が第1編成の2倍となっている。

#### 主要機器

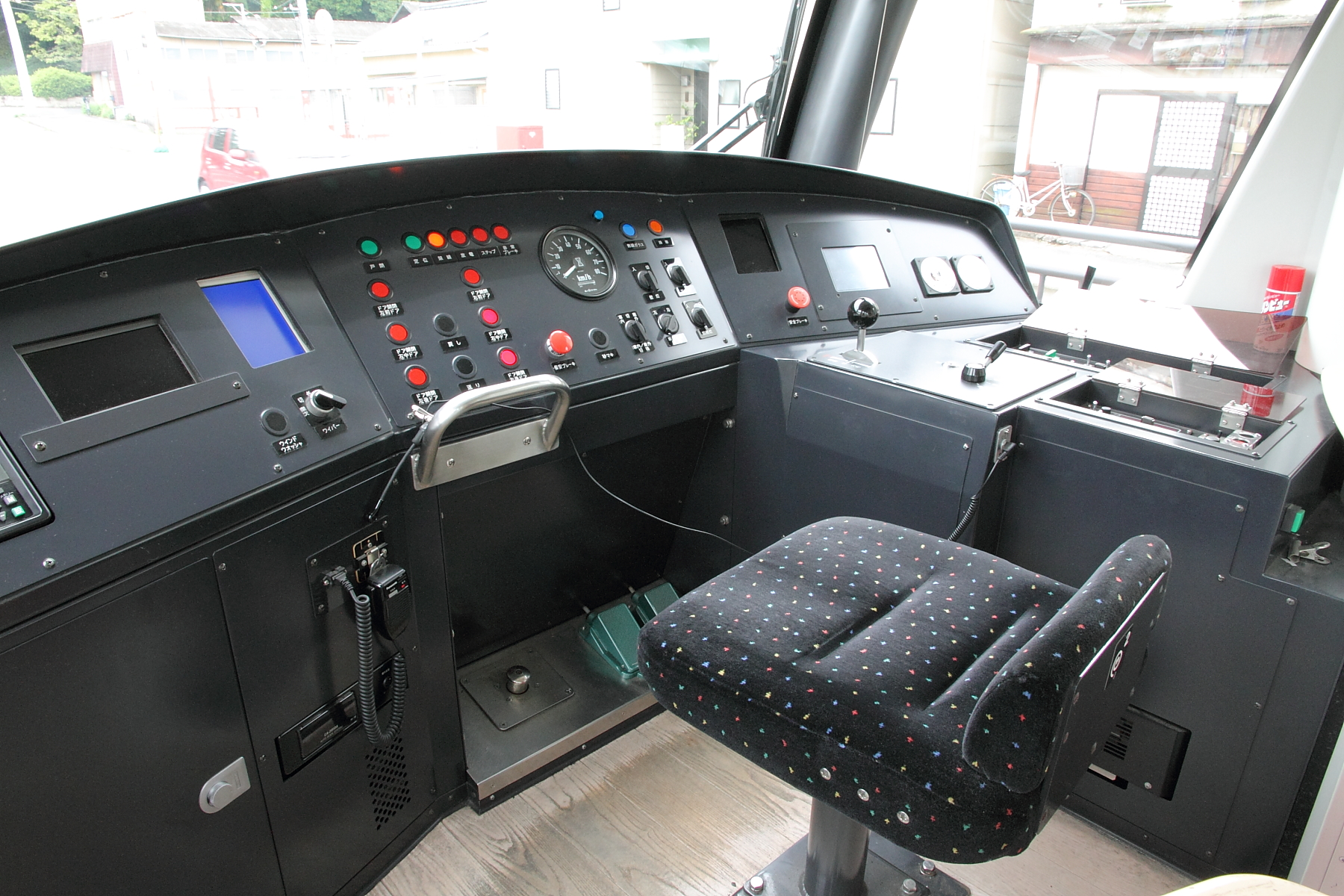
第2編成の運転台

メーカーの新潟トランシスが2007年（平成19年）にボンバルディアより技術供与を受けライセンス生産によってブレーメン形の台車を自社生産する体制を整えたことから、第2編成では輸入品ではなく新潟トランシスが日本国内で組み立てた台車を装備する。台車の形式名は第1編成と同じく「OKAYAMA type」と称する。台車と同様主電動機も日本製に切り替えられており、東洋電機製造製のかご形三相誘導電動機（形式名：TDK6413-A）を搭載する。
運転台については前方の死角を少なくするため第1編成より高さが低くなっており、それに伴いスイッチ類の配置が変更されている。また運転関連では事故などへの対策として映像を記録するドライブレコーダーを導入した。ドライブレコーダーは2015年度（平成27年度）に更新されており、このとき第1編成（2014年度装置設置）にあわせてカメラを8個から12個へ増設している。

### 竣工
第2編成は2011年（平成23年）10月4日に東山車庫に搬入された。車両の竣工は同年10月15日付。同日東山車庫において出発式があり、JR西日本岡山支社と岡山電気軌道が共同開催した「鉄道の日」イベントの目玉として営業運転を開始した。
車両価格は2億8千万円。国土交通省の地域公共交通バリア解消促進等事業の適用を受けている。

### ラッピング
2023年4月27日より、同年9月1日に開業する岡山芸術創造劇場 ハレノワをPRするラッピングが第2編成に施されている。

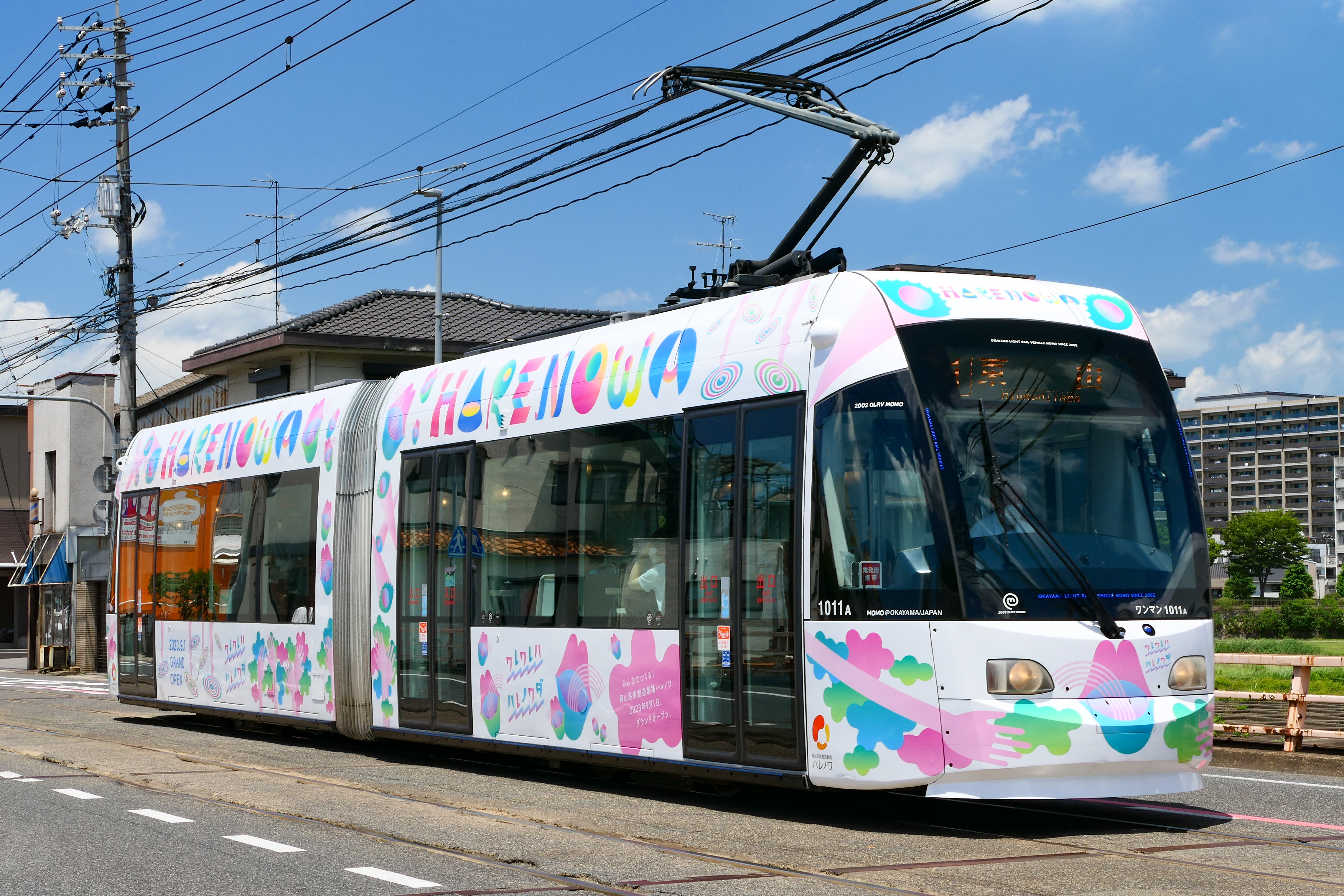
岡山芸術創造劇場 ハレノワのラッピングを施した9200形電車第2編成。（西大寺町・岡山芸術創造劇場ハレノワ前停留場～小橋停留場間にて）

## 第3編成 (1081)
以下、2018年に導入された9200形第3編成 (1081) について記述する。

### 投入の経緯
岡山電気軌道は、『チャギントン』とのライセンス契約を結び、「おかでんチャギントン」として運行することとなった。それが1081編成である。
A車が「ウィルソン」、B車が「ブルースター」をモチーフとしている。

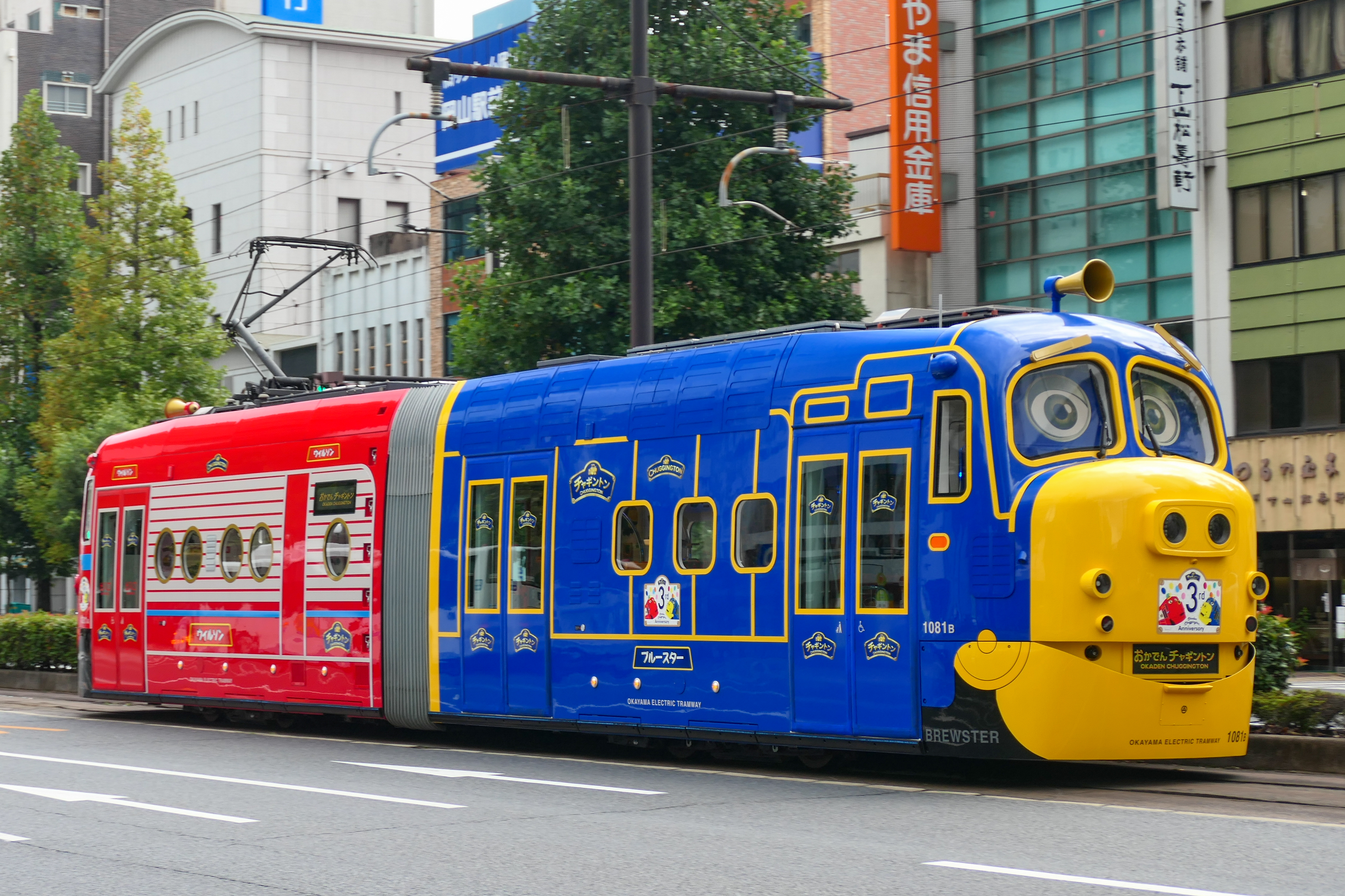
「おかでんチャギントン」のブルースター側

## 運用
9200形の運行ダイヤは固定されており、2002年7月の第1編成運行開始当初は毎週月・金・土・日曜日は東山本線（岡山駅前・東山間）、毎週火・水曜日は清輝橋線（岡山駅前・清輝橋間）にて運行し、毎週木曜日は点検のため運休する、というスケジュールが組まれていた。営業開始直後の2002年7月10日から11月30日にかけては運転開始を記念して車内に郵便ポストが設置された。郵便ポストの設置は岡山県での国民体育大会開催にあわせて2005年（平成17年）8月から11月までの間にも実施されている。
2008年（平成20年）7月3日付のダイヤ改正にて9200形の運転スケジュールが変更され、点検運休日が毎週木曜日から金曜日に移動して東山本線での運行日が毎週月・木・土・日曜日、清輝橋線での運行日が毎週火・水曜日となった。
2011年10月の第2編成営業運転開始後、29日（土曜日）から東山本線・清輝橋線双方で毎週1日の運休日（東山本線は火曜日運休、清輝橋線は金曜日運休）を除いて9200形が運行されるというダイヤとなった。第2編成導入にあわせ、11月1日から翌2012年12月までの予定で両編成の車内に郵便ポストが再び設置された。
第3編成は観光列車「おかでんチャギントン」専用で運用され、その他の運用には一切入らず、毎週火曜日は原則運休となる。運行ルートは岡山駅前 - 清輝橋 - 岡山駅前 - 東山・おかでんミュージアム駅（乗降は岡山駅前と東山・おかでんミュージアム駅のみ）で、乗車には原則として、おかでんミュージアム入館券・乗車記念カード・岡山電気軌道全線1日乗車券がセットになった乗車券を、Loppi・ローソンチケットや「おかでんチャギントンファンクラブ」で事前購入する必要がある。
2012年6月11日午前8時、岡山市北区京橋町の交差点において東山行きの第1編成と乗用車が衝突する事故があり、第1編成は脱線、先頭車両の窓ガラス数枚が割れる被害を受けた。以後1年間第1編成は運休となり、翌2013年（平成25年）6月8日復帰記念のイベントを実施して翌9日より営業運転に復帰した。

## 受賞歴
9200形運行開始後の2002年10月8日、岡山電気軌道は業界団体による「日本鉄道賞」を受賞した。9200形導入に伴うバリアフリー化やインターネットでの運行情報提供、電車での各種イベント開催など市民と提携した街づくり活動が評価されたことによる。
翌2003年（平成15年）7月3日には、車両そのものへの表彰として、鉄道友の会による「ローレル賞」を受賞した。優れたインテリアデザインやJR線にも乗り入れ可能な車輪規格を持ちJRローカル線のLRT化議論の契機になるなど「路面電車の可能性を示した」ことが受賞に繋がり、市民からの募金が購入資金の一部にあてられたことも評価された。同年11月9日になって、岡山市内の岡山電気軌道本社においてローレル賞授賞式が行われた。
上記以外にも、日本デザイン振興会による2003年度の「グッドデザイン賞」を受賞している（受賞番号：03A11043）。